# Atemolón
Atemolón är en ort i Mexiko.   Den ligger i kommunen Cuetzalan del Progreso och delstaten Puebla, i den sydöstra delen av landet, 190 km öster om huvudstaden Mexico City. Atemolón ligger 404 meter över havet och antalet invånare är 279.
Terrängen runt Atemolón är huvudsakligen kuperad, men norrut är den platt. Runt Atemolón är det ganska tätbefolkat, med 134 invånare per kvadratkilometer. Närmaste större samhälle är Ciudad de Cuetzalan, 10,1 km väster om Atemolón. I omgivningarna runt Atemolón växer i huvudsak städsegrön lövskog.